# Parnas (Rafael)
Parnas (italijansko Il Parnaso, ki se nanaša na goro Parnas je slika italijanskega renesančnega umetnika Rafaela v Rafaelovih stancah ("Stanze di Raffaello") v Apostolski palači v Vatikanu, ki jo je naslikal po naročilu papeža Julija II. To je bila verjetno druga stena Stanze della Segnatura, ki je bila poslikana med letoma 1509 in 1511, po Sporočilu svetega zakramenta in pred Atensko šolo, ki zavzemata druge stene sobe.

## Zgodovina
Po dokončanju oboka, Sporočila svetega zakramenta in Atenske šole so se Rafael in njegovi pomočniki leta 1510 ali najkasneje od konca leta 1510 posvetili dekoraciji severne stene Stanza della Segnatura, posvečene poeziji.
Stena je predstavljala večje težave, saj je bila površina, ki jo je treba okrasiti, razbita zaradi prisotnosti okna (odprtina 305 cm). Zato je Rafael ustvaril nepravilno kompozicijo z dvema enobarvnima upodobitvama v dnu, povezanima s temo pokroviteljstva literature: Avgust prepreči, da bi Vergilijevi izvršitelji zažgali Eneido (osnova 185 cm), Aleksander Veliki pa je dal homerske pesmi postaviti v dragoceno Darejevo skrinjo (osnova 180 cm), ki so jo verjetno naslikali njegovi sodelavci po njegovem načrtu.
V poševnici okna beremo JVLIVS II. LIGVR. PONT. MAX. ANN. CHRIST. MDXI. PONTIFICAT. SVI. VIII, kar se lahko nanaša na leto dokončanja freske ali, verjetneje, na celotno fresko. Med Rimsko republiko, ki so jo ustanovili Jakobinci in kasneje v Napoleonovem obdobju so Francozi pripravili nekaj načrtov, da bi freske odstranili in jih naredili prenosne. Pravzaprav je bila izražena želja, da bi odstranili Rafaelove freske s sten Vatikanskih soban in jih poslali v Francijo, med predmete, ki so bili po Napoleonovem plenjenju poslani v Musee Napoleon [3], vendar to zaradi tehničnih težav ni bilo nikoli uresničeno.

## Opis
Celotna soba prikazuje štiri področja človeškega znanja: filozofijo, religijo, poezijo in pravo, pri čemer Parnas predstavlja poezijo. Freska prikazuje mitološko goro Parnas, kjer prebiva Apolon; je v središču in igra instrument (sodobno liro da braccio in ne klasično liro), obkrožen z devetimi muzami, devetimi pesniki iz antike in devetimi sodobnimi pesniki. Apolon je skupaj s Kaliopo, muzo epske poezije, navdihoval pesnike.
Rafael je uporabil obraz Laoconta iz klasične skulpture Laocoön in njegovi sinovi, izkopane leta 1506 in prav tako v Vatikanu za svojega Homerja (v temno modri obleki levo od sredine), ki je bolj izražal slepoto kot bolečino. Dve izmed ženskih figur na freski naj bi spominjali na Michelangelovo Stvarjenje Adama, Evterpo in Sapfo, ki je imenovana na zvitku, ki ga drži. Sapfo je edina prikazana pesnica, verjetno identificirana, da je ne bi zamenjali z muzo; ona je pozni dodatek, ki se ne pojavi na grafiki Marcantonia Raimondija, ki beleži risbo za fresko.
Okno pod fresko Parnas uokvirja pogled na Mons Vaticanus, ki naj bi bil posvečen Apolonu. Humanisti, kot so Biondo, Vegio in Albertini, se sklicujejo na starodavnega boga sonca v Vatikanu.

## Gallery
- Statij, Talija, Klio, Evterpa in Kaliopa
- Erato, Ludovico Ariosto in Giovanni Boccaccio
- Dante Alighieri, Homer in Virgilij
- Sapfo
- Terpsihora
- Apolon